# هربرت ويليام هينريتش
هربرت ويليام هينريتش (بالإنجليزية: Herbert William Heinrich)‏ هو مؤلف وكاتب أمريكي، ولد في 6 أكتوبر 1886 في بينينغتون في الولايات المتحدة، وتوفي في 22 يونيو 1962.